# Brzozów, Lubusz
Brzozow - (germană Birkenberg, în Limba sorabă: Brjazow) este un sat în Polonia, situat în Voievodatul Lubusz, în județul Krosno Odrzanskie, în orașul de Gubin.
În anii 1975-1998 orașul depindea administrativ de provincia Zielona Gora. Din 1988, satul are o retea de apa. Prima mențiune a satului datează din 1158, atunci când a aparținut mănăstirii cisterciene de Gubin.